# Pinus patula
Pinus patula (сосна мексиканська плакуча) — вид роду сосна родини соснових.
лат. patulus — «поширений».

## Середовище проживання
Ендемік центральних і південних, теплих і помірних гірських районів Мексики. Зростає на висотах від 1500 до 3000 м над рівнем моря і в районах з великою кількістю опадів у межах від 1000 до 2200 мм. По висоті клімат варіюється від субтропічного до помірного. Туман відіграє важливу роль у забезпеченні наявності вологи протягом більшої частини в сухий сезон. У підліску ростуть папоротеподібні, бромелієві й орхідні.

## Опис
Досягає зростання висоти від 30 до 35 м і діаметром стовбура від 50 до 90 см, рідко 40 м заввишки і 1 м в діаметрі. Стовбур зазвичай прямий і вільний від гілля до 20 м заввишки. Нижні гілки спрямовані трохи вниз від горизонталі, щоб утворити відкриту, округлу крону. Кора в зрілих дерев у нижній частині з глибокими, вертикальними тріщинами. З трьох до чотирьох метрів кора тонка, луската й від червонуватого до жовтуватого-червоного кольору. На молодих деревах кора тонка, луската й жовтувато-червона. Гілки тонкі, іноді злегка відвислі, лускаті й жовтувато-червоні. Голки зібрані в пучки по три, іноді чотири, рідко п'ять. Голки тонкі, довгі 15–25 см, від світло-зеленого до жовто-зеленого кольору. Пилкові шишки овально-довгасті, 15–20 × 5–6 мм, рожево-жовті спочатку, стаючи жовто-коричневими. Насіннєві шишки важкі, довгасто-конічні, злегка зігнуті. Вони 7–10 см завдовжки, від коричневого до жовто-коричневого кольору. Вони знаходяться в групах по 4—8. Насіння дуже дрібне, довжиною близько 5 мм, від темно-коричневого до майже чорного кольору. Насіннєві крила ≈ 17 мм в довжину, світло-коричневі. Деревина м'яка, легка, блідого жовтувато-білого кольору з трохи більш темним ядром.

## Використання
Це одна з найважливіших для деревини сосен у Мексиці, оскільки росте швидко і дає довгий, прямий, стовбур.

## Загрози та охорона
Серйозних загроз нема. Цей вид зустрічається в охоронних територіях.